# Білімбай
Білімба́й (рос. Билимбай) — селище у складі Первоуральського міського округу Свердловської області.
Населення — 6044 особи (2010, 5973 у 2002).
До 21 липня 2004 року селище мало статус селища міського типу.